# Nevado
Le Nevado est un petit stratovolcan que l'on considère comme éteint actuellement, qui se trouve à la frontière entre la région d'Atacama au Chili et la province argentine de Catamarca (département de Tinogasta). Il culmine à 5 822 mètres d'altitude.

## Situation
Il s'agit d'un petit appareil volcanique qui se dresse à mi-chemin entre le El Fraile à l'est (6 062 mètres) et le volcan El Muerto à l'ouest (6 488 mètres), tous deux distants de plus ou moins cinq kilomètres. À 15 kilomètres à l'est du sommet se trouve le Nevado de Incahuasi (6 638 m).
À 15 kilomètres au sud-ouest, on peut voir le colosse Nevado Ojos del Salado (6 879 m), ainsi que le Medusa (6 121 m).
Au sud-est, tout proche à quelque 5 kilomètres, se trouve le volcan actif Negro (5 373 m), et, plus loin, les volcans Rojo (4 861 m) et Ojo de las Lozas.
Au nord-est, à plus ou moins 25 kilomètres, se dresse le San Francisco (6 016 mètres).
Au nord, à une vingtaine de kilomètres, se trouve la Laguna Verde chilienne, et au-delà le Falso Azufre (5 906 mètres), distant de 35 kilomètres.
Enfin, à une quinzaine de kilomètres au sud-sud-ouest, on trouve les Gendarme Argentino I (5 950 m) et Gendarme Argentino II (6 014 m).
Le volcan Nevado fait partie du secteur nord de la courte chaîne volcanique de la zone des 27 degrés de latitude sud, chaîne d'une cinquantaine de kilomètres de long, orientée est-ouest le long de la frontière argentino-chilienne et abritant plusieurs des plus hauts volcans de la terre.
Il fait partie des volcans proches du col du Paso de San Francisco. Sa taille réduite de « seulement » 5 822 mètres a fait qu'il est fort peu connu, surtout face à la hauteur et à la masse de quelques-uns de ses puissants voisins.